# Marva Spence Sharpe
Marva Spence Sharpe (Limón, 1 de abril de 1952) es una lingüista, investigadora y profesora universitaria afrocostarricense. Se dedica al estudio y la conservación del criollo limonense como especialista y parte de la comunidad. Fue directora de la Cátedra de Estudios de África y el Caribe y subdirectora de la Sede del Atlántico, de la Universidad de Costa Rica.

## Biografía y trayectoria académica
Es hija de Burchell Sharpe Okly y Ferdinand Henry Spence Burnett. Nació en la provincia de Limón, lugar de asentamiento de la diáspora afrocaribeña en Costa Rica. Tiene un doctorado en lingüística, con especialidad en sociolingüística, por la Universidad de Georgetown. Su tesis doctoral, de 1992, versa sobre Puerto Limón como un caso de estudio de cambio lingüístico en proceso.
Es una de las expertas locales en lenguas criollas. Su trayectoria académica incluye trabajos por la cultura afrocostarricense, tales como la producción cultural de Costa Rica y Jamaica en el siglo XX, y estudios, desde la sociolingüística, sobre el criollo limonense y el criollo del Caribe nicaragüense.    
Fue directora de la Cátedra de Estudios de África y el Caribe, donde se encargó de ofrecer reconocimiento a figuras icónicas de la cultura afrocostarricense tales como Eulalia Bernard. Desde la Cátedra, colaboró en la creación de espacios como el Primer Encuentro de Mujeres Escritoras Afrodescendientes, con participantes de Panamá, Honduras, Guatemala, Nicaragua, Puerto Rico, Colombia, República Dominicana y Costa Rica. Tras pensionarse, continúa ejerciendo como investigadora y miembro consultivo de la Cátedra de Estudios de África y el Caribe.

## Estudios de lenguas criollas de Costa Rica y Nicaragua
Trabaja con el criollo limonense y el criollo nicaragüense desde la sociolingüística. Entre los temas que ha estudiado, se encuentra la vitalidad del criollo limonense; la política lingüística en la comunidad criolla del Caribe nicaragüense, las actividades lingüísticas de esa comunidad, y sus actitudes lingüísticas.
En el caso del criollo limonense habla de la planificación lingüística no explícita que se ha dado en el país sobre la lengua. También, ha estudiado la relación de la comunidad con la lengua desde los años noventa. Algunas de sus publicaciones son:
- 2021, "Lexical Transfer from Spanish into Limonese Creole", capítulo en When Creole and Spanish Collide[17]
- 2013, Educación en lengua criolla: las actitudes de los educandos en la costa Atlántica de Nicaragua[18]
- 2009, The Status of Creole in Costa Rica[19]
- 2006, Gender and discourse in the classroom setting[20]
- 2004, Migración, aculturación y sustitución lingüística entre la comunidad hablante del creole en Costa Rica[21]
- 2003, El criollo limonense: diglosia o bilingüismo[22]
- 2001, Los criollos de base inglesa en Centro América: Investigaciones recientes[23]
- 2001, Sex, occupation and language choice the case of the Limon Creole speech community[24]
- 1999, Políticas lingüísticas en la costa del Caribe de Nicaragua[25]
- 1998, Language attitudes of Limon creole speakers[26]
- 1997, A Case Study of Language Shift in Progress in Port Limon, Costa Rica[16]